# يوريس سايناتي
يوريس سايناتي (بالفرنسية: Joris Sainati)‏ (25 سبتمبر 1988 في فرنسا - ) هو لاعب كرة قدم فرنسي في مركز الدفاع. لعب مع إيرغوتيليس ونادي أجاكسيو ونادي أورليانز ونادي إستر ونادي باو ونادي لوريان.

## وصلات خارجية
- يوريس سايناتي على موقع قاعدة بيانات كرة القدم.إي يو (الإنجليزية)
- يوريس سايناتي على موقع Soccerway.com (الإنجليزية)